# Rana grisea
Rana grisea là một loài ếch trong họ Ranidae.
Nó được tìm thấy ở Tây Papua ở Indonesia và Papua New Guinea.
Các môi trường sống tự nhiên của chúng là các khu rừng ẩm ướt đất thấp nhiệt đới hoặc cận nhiệt đới, các khu rừng vùng núi ẩm nhiệt đới hoặc cận nhiệt đới, sông, đầm nước ngọt, vườn nông thôn, các vùng đô thị, và các khu rừng trước đây bị suy thoái nặng nề.

## Hình ảnh

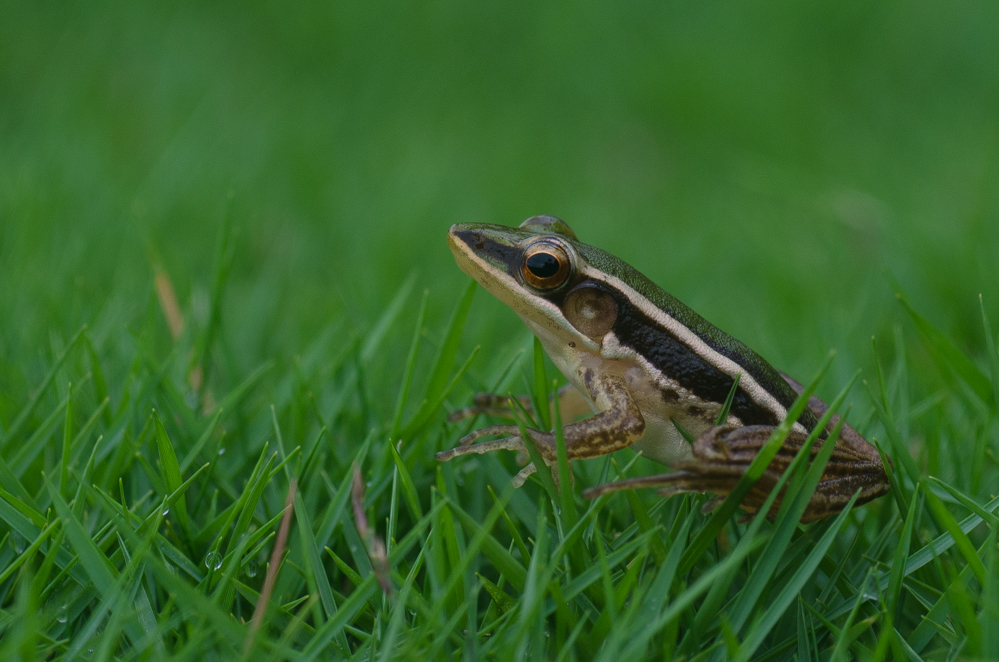